# Manjačalägret

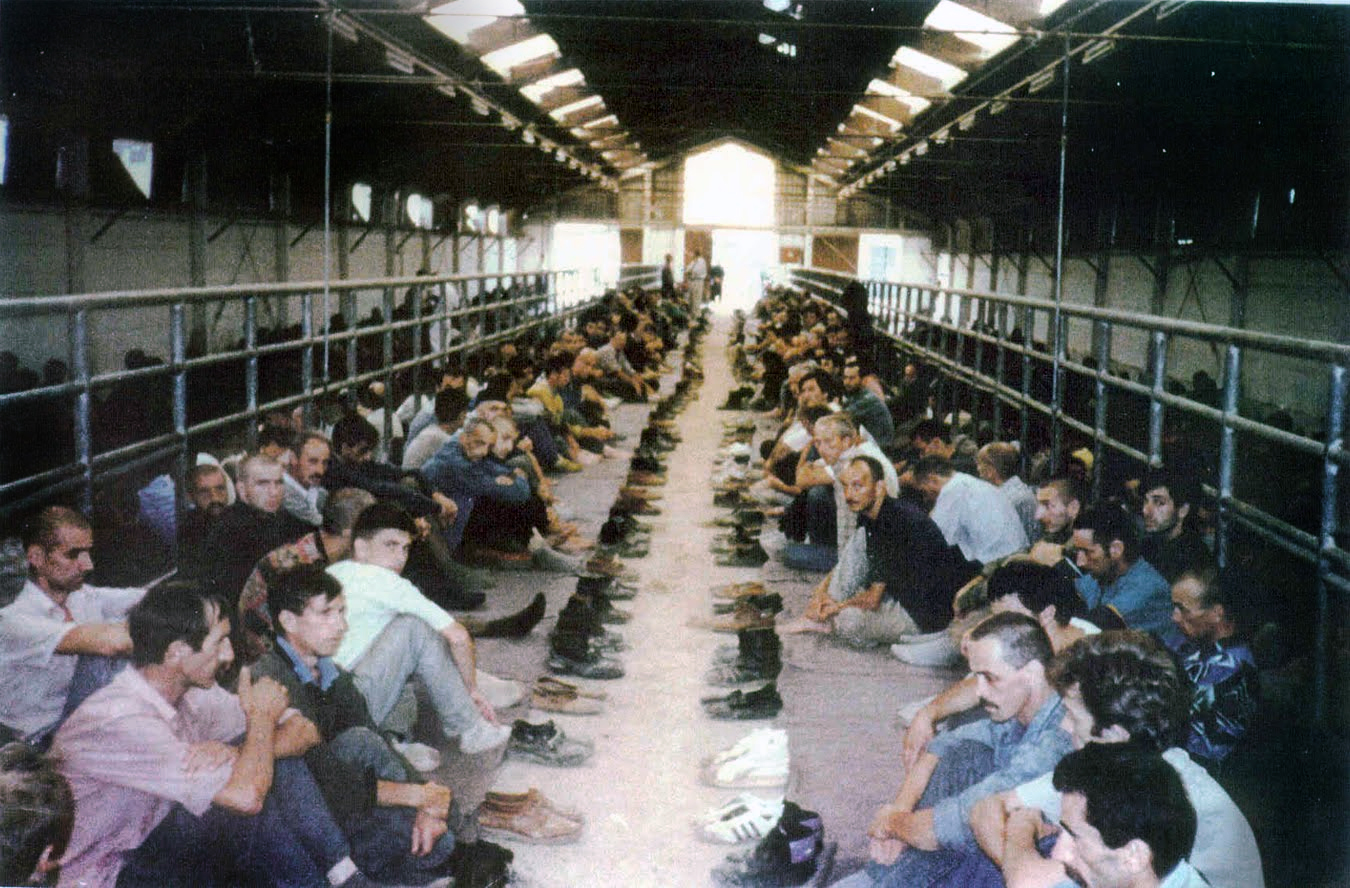
Lägret Manjača i Bosnien-Hercegovina.

Manjača var ett fångläger (också omnämnt som fängelse och koncentrationsläger) beläget på berget med samma namn nära staden Banja Luka i Bosnien och Hercegovina vid tiden för Bosnienkriget.